# Geografia Kamerunu
Kamerun jest państwem położonym w zachodniej części Afryki nad Oceanem Atlantyckim. Do pierwszej wojny światowej był kolonią niemiecką. W 1960 roku uzyskał niepodległość.

## Położenia i granice
Kamerun leży w Afryce Zachodniej (bywa zaliczany także do Afryki Środkowej), nad Zatoką Bonny, pomiędzy Nigerią a Gwineą Równikową.
Położenie geograficzne: 6° N 12° E
Powierzchnia:
łączna: 475 440 km²
ląd: 469 440 km²
wody: 6000 km²

## Granice
Łączna długość granic Kamerunu wynosi 4591 km.
Kamerun graniczy z następującymi państwami (podano długość granicy):
- Czad – 1094 km
- Gabon – 298 km
- Gwinea Równikowa – 189 km
- Kongo – 523 km
- Nigeria – 1690 km
- Republika Środkowoafrykańska – 797 km

Długość wybrzeża: 402 km

## Budowa geologiczna i rzeźba

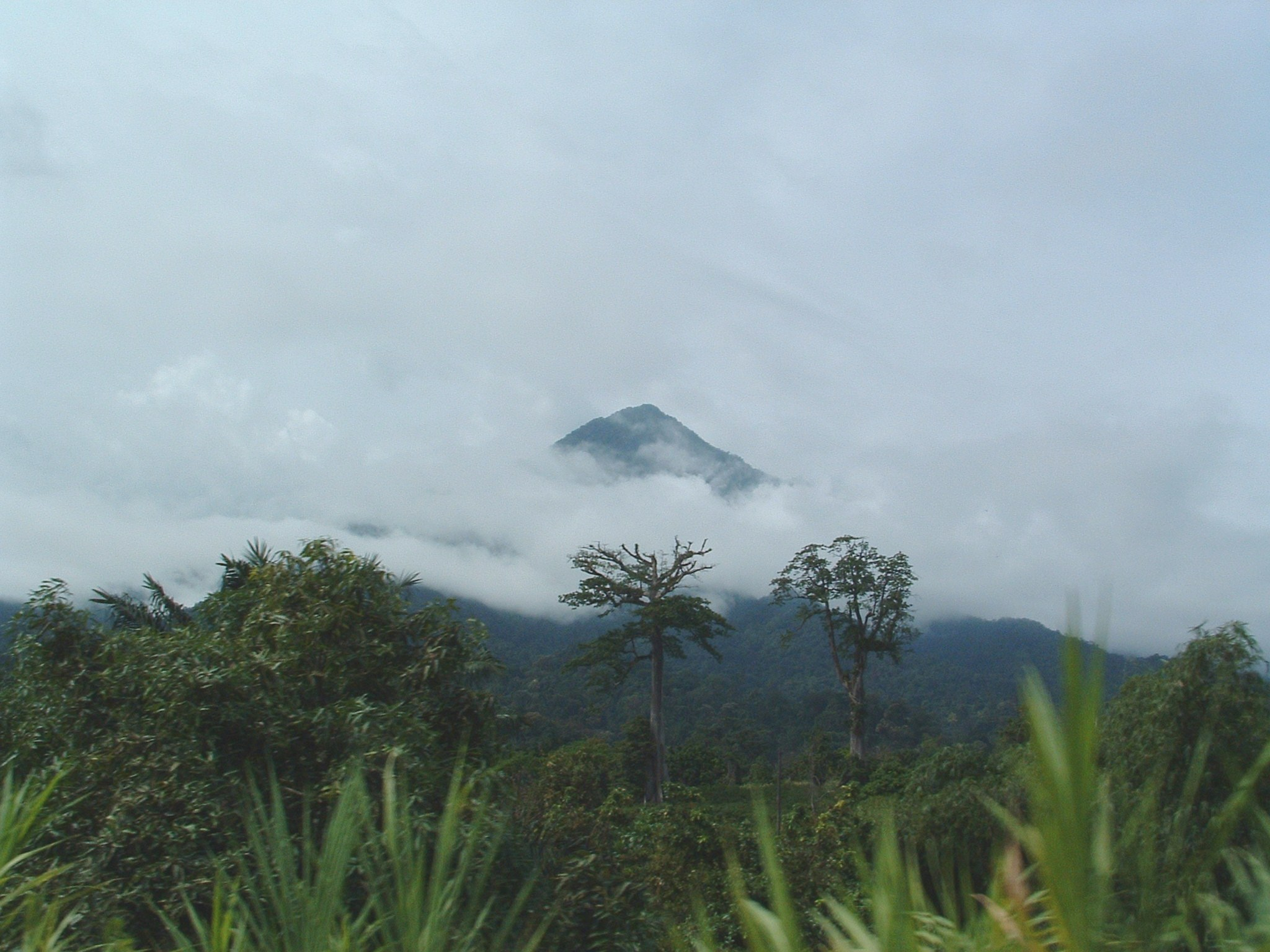
Wulkan Kamerun

Zachodnia część Kamerunu jest objęta wąską niziną nadbrzeżną. Z niej wyrasta masyw wulkaniczny Kamerun, posiadający kilka kraterów. Najwyższy punkt masywu – wulkan Kamerun – wznosi się na 4095 m n.p.m. Ostatnie erupcje miały miejsce w 1922 i 1959 roku. Kiedyś wulkan znajdował się na wyspie, ale w wyniku sedymentacji morskiej połączyła się ona z lądem. Sam masyw wulkaniczny jest niewielki i znajduje się blisko wybrzeża.
Linia brzegowa kraju jest urozmaicona kilkoma zatokami, których brzegi pokryte są piaszczystymi plażami. W kilku miejscach morski brzeg jest rozcięty lejkowatymi ujściami rzek. Południowa część wybrzeża jest usłana stromymi urwiskami. Niektóre klify mają po kilkaset metrów wysokości.
Tereny nizinne znajdujące się w strefie nadbrzeżnej przechodzą w Płaskowyż Wschodni. Jego średnia wysokość waha się od 300 do 600 m n.p.m. Tylko w pobliżu stolicy Jaunde obszar ten wznosi się na 1400 m n.p.m. Płaskowyż zbudowany jest ze skał prekambryjskich, głównie są to piaskowce, a miejscami wapienie. Środkową część kraju zajmuje Wyżyna Adamawa, której wysokość waha się od 1200 do 1500 m n.p.m. Jej najwyższym wzniesieniem jest Dżabal Ndaba (2450 m n.p.m.). Adamawa zbudowana jest z granitów i skał wylewnych, które są przykryte miejscami osadami kredy i paleocenu. W kierunku północnym przechodzi ona w Kotlinę Czadu, której średnia wysokość wynosi 350 m n.p.m. Kotlina Czadu zbudowana jest z piasków czwartorzędowych. Śródkowo-zachodnią część kraju zajmują Góry Zachodnie, które są przedłużeniem Wyżyny Adamawa. Góry te składają się z rozciętych dolinami wulkanicznych masywów. Jednym z największych jest masyw Bambouto o wysokości 2740 m n.p.m.

## Klimat
Klimat w Kamerunie jest zróżnicowany. Wyróżnia się cztery strefy klimatyczne. W południowej i środkowej części kraju, do 6°N, występuje klimat równikowy wilgotny. Stałe temperatury w ciągu roku utrzymują się tam na poziomie 25-27 °C z minimalnymi amplitudami oraz wysokimi opadami. Roczny bilans opadów dla tejże części Kamerunu to ponad 1500 mm. Opady są równomiernie rozłożone w ciągu roku – brak jest pory suchej. Strefa nadbrzeżna do 200 km w głąb lądu podlega silnym wpływom oceanu. Sezon o zmniejszonych opadach w ciągu roku jest tam słabo zaznaczony. Opady w tej strefie są większe i wynoszą ponad 2500 mm do 3000 mm w ciągu roku. Na szerokości między 6° i 9°N leżą obszary o klimacie podrównikowym wilgotnym. Zaznacza się tam pora sucha, ale trwa ona około trzech miesięcy, maksymalnie sześć. W tej części kraju opady deszczu są wysokie i dochodzą do 1500 mm. Im dalej na północ, tym opady są niższe. Temperatury w tej strefie klimatu wahają się nieznacznie. Na obszarach położonych dalej na północ panuje klimat podrównikowy suchy. Pora sucha wydłuża się tam do nawet dziewięciu miesięcy, a opady nigdy nie przekraczają wartości 1000 mm. W czasie pory suchej temperatury są wysokie i przekraczają 30 °C. Ostatnią strefą klimatyczną jest klimat zwrotnikowy suchy, występujący w północnym "cyplu" Kamerunu, na północ od szerokości 10°N. W tej części opady są bardzo niskie i sięgają zaledwie 500 mm rocznie. Występują one głównie w krótkiej wczesnojesiennej porze deszczowej. Temperatury są charakterystyczne dla klimatu zwrotnikowego – sięgają 35-38 °C w najgorętszych miesiącach i 24-26 °C bezpośrednio po deszczach.

## Wody

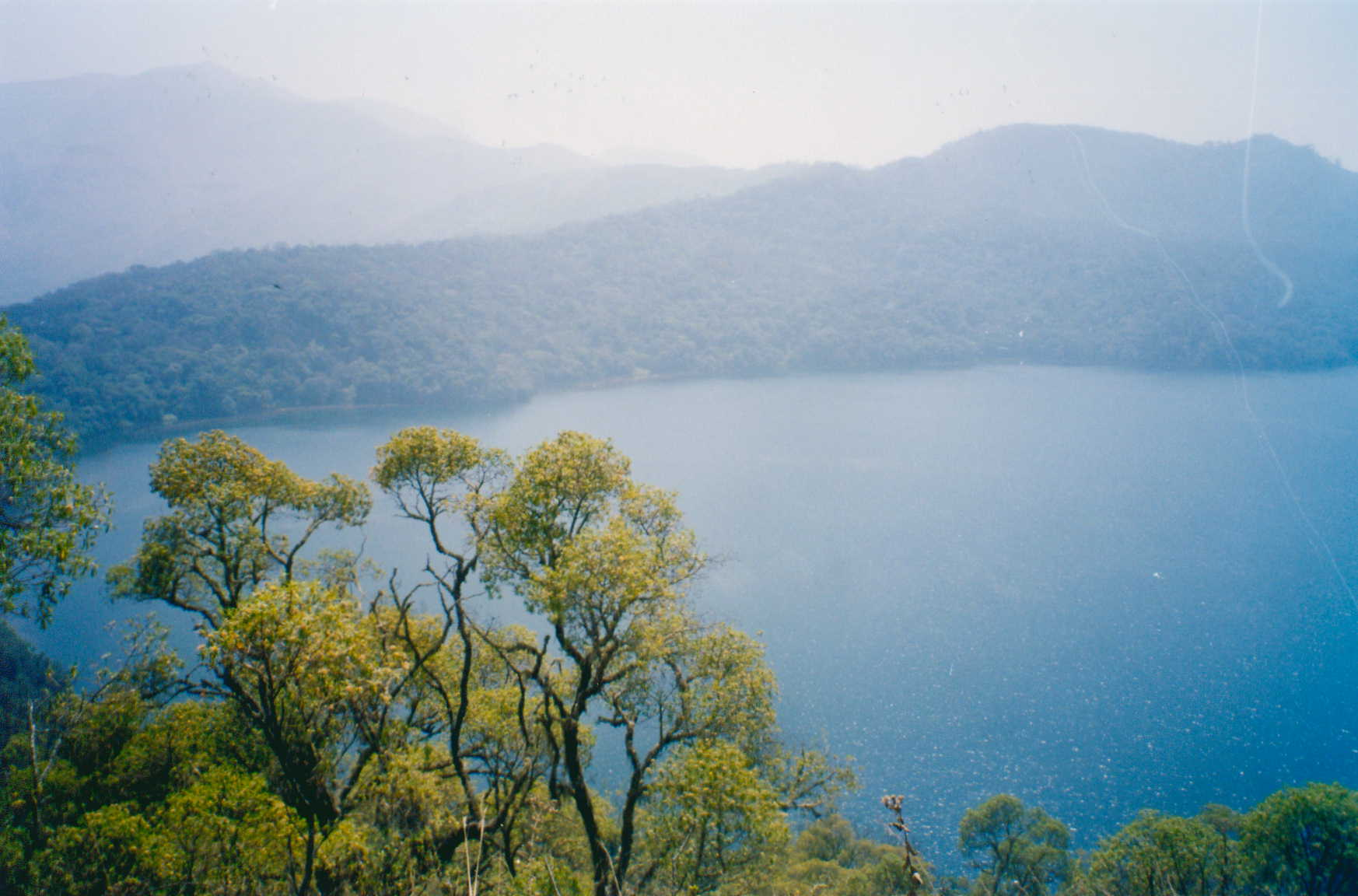
Jezioro Oku

Sieć rzeczna kraju jest dobrze rozwinięta. 94% wszystkich rzek należy do zlewiska Oceanu Atlantyckiego. Pozostała część uchodzi do bezodpływowego jeziora Czad. Głównymi rzekami kraju są Sanaga (918 km) i Nyong (860 km). W Kamerunie bierze swój początek największy dopływ Nigru – rzeka Benue. Większość rzek w kraju, z powodu wysokich spadków terenu, cechuje się wartkim biegiem i dużą ilością bystrzy. Miejscami występują także wodospady, najwięcej ich jest na Sanadze. Rzeki Kamerunu mają duży potencjał hydroenergetyczny, jednak jego wykorzystanie jest niewielkie. W kraju leży kilka niewielkich jezior, takich jak kraterowe Tison i Baleng.
Rzeki Kamerunu:
- Benue
- Boumba
- Rzeka Krzyżowa
- Dja
- Djérem
- Faro
- Kadéï
- Katsina Ala
- Kim
- Kom
- Logon
- Lom
- Mbam
- Mbéré
- Ndjim
- Ngoko
- Ntem
- Nyong
- Sanaga
- Sangha
- Vina

## Gleby
Kamerun jest na większości swoich terenów pokryty przez gleby ferralitowe czerwonożółtej barwy, na których rosną lasy równikowe. W środkowej części kraju występują sawannowe gleby ferruginowe czerwone. Północna część Kamerunu jest pokryta czarnymi fluwisolami i szarymi wertisolami.

## Flora
Południowy Kamerun porastają wiecznie zielone lasy tropikalne, które przechodzą stopniowo w sawannę gwinejską. Wzdłuż rzek rosną lasy galeriowe. Północna część kraju jest pokryta sawanną sudańską, a północne krańce sahelską. Ta ostatnia jest bardzo uboga, porośnięta krzewami i suchymi trawami o krótkim cyklu wegetacyjnym. Szata roślinna, a konkretnie jest gęstość zmniejsza się w miarę posuwania się na północ.

## Fauna

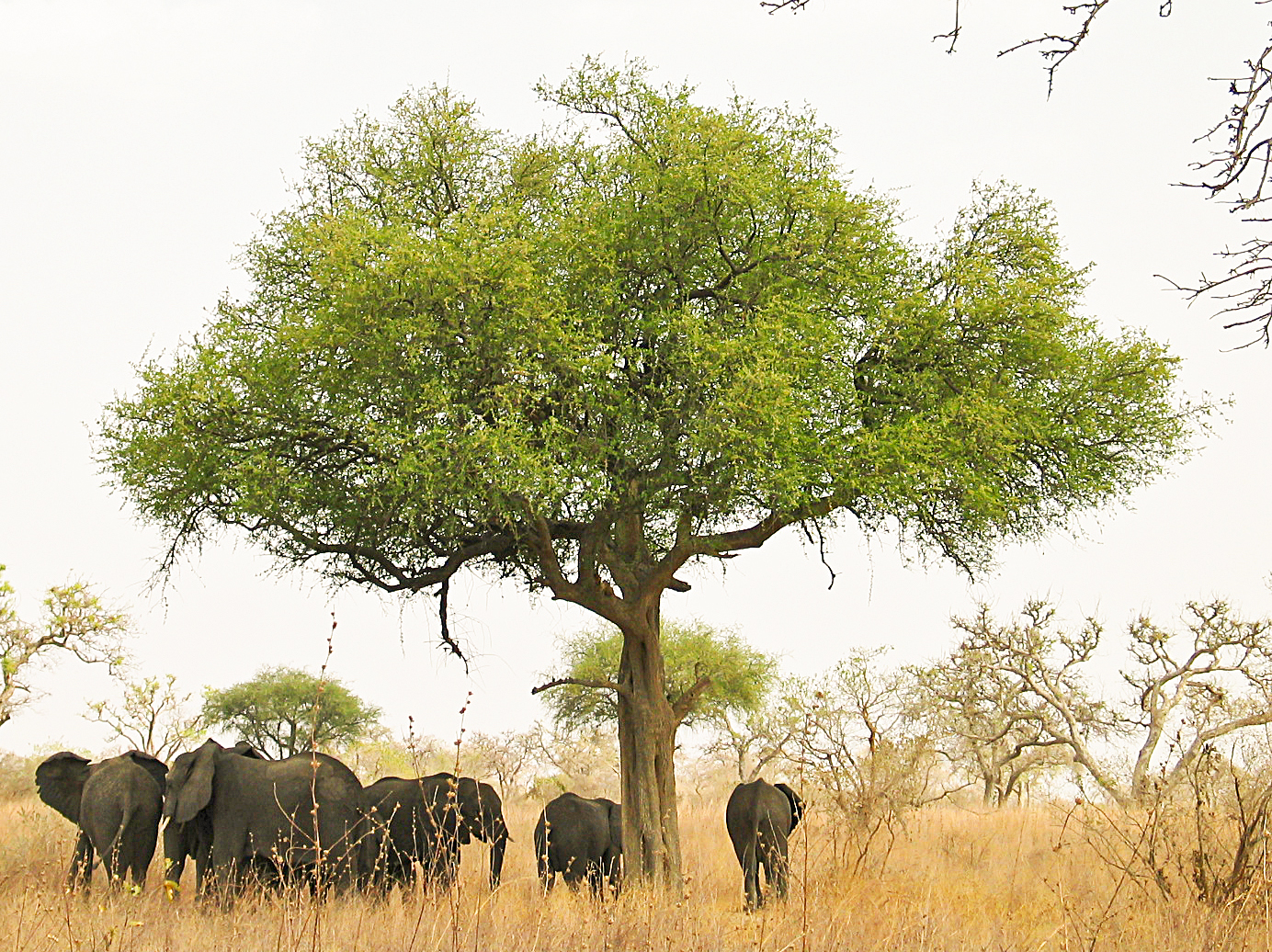
Stado słoni na sawannie

Świat zwierząt w Kamerunie jest bardzo bogaty ze względu na urozmaicone krajobrazy. W lasach równikowych żyje wiele gatunków małp jak np. szympansy, mandryle i pawiany. Dużo jest też hipopotamów i lampartów. W lasach występuje mnogość różnych owadów w tym wiele gatunków dużych pająków. Liczne są też węże. Na sawannach żyje wiele gatunków stadnych zwierząt jak: bawoły, antylopy, słonie, hieny, a rzadziej też i lwy. W rzekach występują krokodyle. Świat ptaków także jest bogaty.

## Zasoby naturalne
Ważniejsze zasoby naturalne Kamerunu to:
- ropa naftowa
- boksyt
- ruda żelaza
- drewno
- energia wodna

Użycie ziemi:
użytki rolne: 13%
stałe uprawy: 2%
stałe pastwiska: 4%
lasy i tereny zalesione: 78%
inne: 3% (1993)
nawadniany teren: 210 km² (1993)
Naturalne zagrożenia: powodzie, aktywność wulkaniczna (z erupcjami trujących gazów)
Środowisko: 
- zagrożenia – degradacja gleby; szybkie wylesianie; pustynnienie; wyczerpywanie naturalnych pastwisk; kłusownictwo; wyczerpywanie zasobów ryb
- ochrona – parki narodowe